# Ortrand
Ortrand (hög- och lågsorbiska: Wótrań) är en småstad i östra Tyskland, belägen i Landkreis Oberspreewald-Lausitz i förbundslandet Brandenburg, 40 km norr om Dresden på gränsen till Sachsen.  Staden  är huvudort i kommunalförbundet Amt Ortrand, där även kommunerna Frauendorf, Grosskmehlen, Kroppen, Lindenau och Tettau ingår.

## Kommunikationer
Staden ligger vid motorvägen A13 (Berlin - Dresden), även skyltad som E 55.
Ortrand har en järnvägsstation på järnvägen mellan Dresden och Cottbus.

## Kända stadsbor
- Lutz Hesslich (född 1959), tävlingscyklist och OS-guldmedaljör för DDR.